# Йосипенко, Николай Кузьмич
Николай Кузьмич Йосипенко (укр. Микола Кузьмович Йосипенко, 12 сентября 1912 — 17 апреля 1983) — советский и украинский киноактёр, киновед, театровед, театральный режиссёр, доктор искусствоведения (1959).
Окончил Государственный музыкально-драматический институт имени Н. В. Лысенко (1936).
Работал режиссёром Киевского украинского драматического театра им. И.Франко (1936—1937), директором Музея театрального искусства Украины (1937—1940), заведовал кафедрой истории театра Киевского театрального института (1944—1952), отделом театра и кино Института искусствоведения, фольклора и этнографии АН УССР (1953—1960).

## Роли в кино
- 1929 — Ливень — молодой крестьянин
- 1929 — Новыми путями — молодой крестьянин
- 1930 — Тебе дарю — Левко Остапчук
- 1931 — Приймак (Так было) — Стецько

## Награды
- Медаль «За трудовое отличие» (24 ноября 1960 года) — за выдающиеся заслуги в развитии советской литературы и искусства и в связи с декадой украинской литературы и искусства в гор. Москве[1].

## Труды
- Марк Лукич Кропивницкий: Автореферат дис. на соискание ученой степени доктора искусствоведения / АН СССР. Институт истории искусств. — Москва: б. и., 1958. — 32 с.
- Юрий Васильевич Шумский — народный артист СССР. — Москва, 1960. — 44 с.
- Великая дружба: Очерки ист. взаимосвязей двух театральных культур / Микола Йосипенко; Предисл. М. Ф. Рыльского. — Київ, 1961. — 198 с.